# Thomas H. Morgan
Thomas Hunt Morgan, född 25 september 1866 i Lexington, Kentucky, död  5 december 1945 i Pasadena, Kalifornien, var en amerikansk zoolog och genetiker. Han fick Nobelpriset i fysiologi eller medicin 1933 för sin upptäckt av gener och deras placering på kromosomer. Även några av Thomas H. Morgans studenter belönades med Nobelpriset, nämligen George Wells Beadle (1958), Edward B. Lewis (1995) och Hermann Joseph Muller (1946).
Morgan blev filosofie doktor vid Johns Hopkins University, var 1891–1904 professor i biologi vid Bryn Mawr College i Pennsylvania och 1904–28 professor i experimentell zoologi vid Columbia University. 1929 blev han professor vid California Institute of Technology. Morgans främsta insats var att han med bananflugan som försöksobjekt lyckades klarlägga faktorskopplingens natur och lade grunden till kromosomteorin för förklaring av klyvingsföreteelserna, enligt vilken kromosomernas gener är bärare av arvsmassan.
Bland hans skrifter märks den tillsammans med Calvin Blackman Bridges och andra utgivna The mechanism of Mendelian heredity (2:a upplagan 1923), The physical basis of heredity (1919), och The theory of the gene (1926).
Morgan invaldes 1925 i Vetenskapssocieteten i Uppsala och 1927 som utländsk ledamot av Kungliga Vetenskapsakademien.